# Rodrigo Valladares Marchant
Rodrigo Valladares Marchant (Santiago de Chile, 26 de enero de 1989) es un abogado y político chileno, militante del Partido Socialista de Chile, licenciado en ciencias jurídicas por la Universidad Andrés Bello, que desde el 1 de octubre de 2023 se desempeña como Secretario Regional Ministerial de Transportes y Telecomunicaciones de la Región Metropolitana.

## Familia y estudios
Su padres German Valladares y Olga Marchant fueron dirigentes políticos juveniles durante la dictadura, su padre pertenecía al Movimiento de Acción Popular Unitaria (MAPU) del cual fue dirigente nacional, y su madre fue militante del Partido Socialista Histórico, siendo dirigente secundaria.
En 2007, inició sus estudios universitarios en la Facultad de Derecho de la Universidad Andrés Bello, egresó el año 2012, jurando como abogado en la Corte Suprema de Justicia en 2015.
En 2022, cursó un Master of Science in Conflicts and Development Studies (en inglés: Maestría en Ciencia de Estudio de Conflictos y Desarrollo) en la Universidad de Gante (Bélgica). Su tesis, titulada El desarrollo desigual de la infraestructura de internet y la segregación socio-espacial en Santiago de Chile fue dirigida por Jeroen Adam.

## Trayectoria profesional y política
Se ha desempeñado en diversos cargos públicos, en 2015 fue coordinador de participación ciudadana de la Municipalidad de Providencia, cargo que desempeñó hasta diciembre de 2016. Fue electo concejal de la Municipalidad de Cerro Navia para el periodo de 2016-2021 en las elecciones municipales 2016 al obtener 1.301 votos cuando se presentó por Nueva Mayoría para Chile, siendo el séptimo concejal en votos.
Desde 2017 hasta 2021, compaginó la concejalía con el desempeñó de abogado asesor de la Municipalidad de Independencia. Luego de decidir no participar en la reelección como concejal, dejó el país en el año 2022 para comenzar sus estudios de postgrado en Bélgica.
En 2022, durante el desarrollo de su maestría en la Universidad de Gante, participó en una investigación sobre la transformación en el poder (shift the power) para la ONG  internacional belga 11.11.11.
Luego de terminar su estancia en Bélgica, fue nombrado el 1 de octubre del año 2023 por el Presidente Gabriel Boric como Secretario Regional Ministerial de la cartera de Transportes y Telecomunicaciones en la Región Metropolitana.